# Парадокс Бейля
Парадо́кс Бе́йля — висловлена мислителем XVIII століття П'єром Бейлем думка, що функціонування соціально-політичних інститутів і дотримання вимог моральності можуть в суспільстві атеїстів перебувати на дуже високому рівні (навіть вищому, ніж у суспільстві, пройнятому релігійними віруваннями). Назву «Парадокс Бейля» дав цій гіпотезі Монтеск'є, що її не підтримав.